# Club Deportivo Leganés "B"
El Club Deportivo Leganés "B" es el equipo filial del C. D. Leganés, que actualmente juega en la Tercera Federación.

## Historia
Se fundó en agosto de 1959 con el nombre de Agrupación Deportiva Legamar (según consta en el archivo de la Real Federación de Fútbol de Madrid), jugando esa temporada en la Tercera Categoría. El 4 de junio de 1991 el club es absorbido por el C. D. Leganés bajo la presidencia de Jesús Polo en el primer equipo, pasando a ser su equipo filial, llegando en la temporada 1993-94 a la Tercera División de España. 

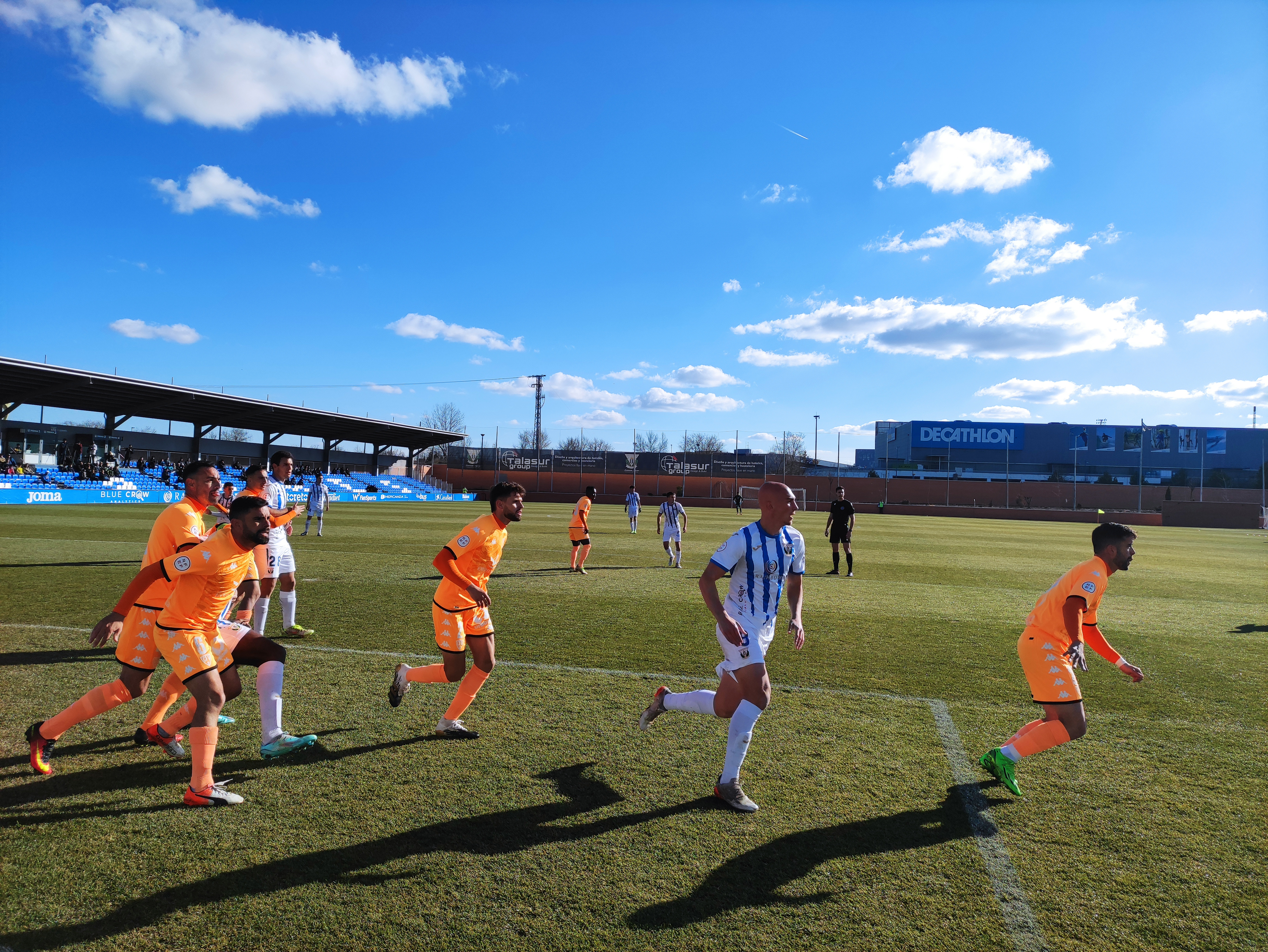
Partido entre el CD Leganés "B" y el Villanovense en la ID Butarque, 2023.

En las temporadas 1995-96 y 1997-98 logró el éxito de disputar la liga de bronce del fútbol español, aunque en ninguna de las dos ocasiones logró la permanencia. Hasta el año 2006 se mantuvo ininterrumpidamente en Tercera División, cuando la crisis deportiva del primer equipo, descendido una temporada antes a Segunda División B afectó al equipo filial. Una travesía que duraría nueve temporadas en categoría Preferente e incluso una temporada en categoría aficionados, que acabaría en 2016 con el ascenso a Tercera División. 
En su regreso a la cuarta categoría nacional alcanzó un meritorio quinto puesto, empatado a puntos con el cuarto clasificado, la última plaza que da derecho a jugar la fase de ascenso a Segunda División B.
Tras cuatro intentos fallidos, en mayo de 2021 consiguió el ascenso a la recién creada Segunda División RFEF con Carlos Martínez Fernández, con una primera fase en la que acabó como líder y único invicto en las categorías nacionales de España. El ascenso llegó en la victoria como local frente al Rayo Vallecano "B". En su debut en la nueva categoría acabó en la séptima posición, a cuatro puntos de la promoción de ascenso, puestos de promoción que ocupó varias jornadas.
En la segunda temporada en Segunda RFEF, el equipo estuvo en puestos de descenso casi toda la temporada. En el mes de abril, tras el despido de Imanol Idiakez, Carlos Martínez se hizo con el mando del primer equipo, siendo sustituido hasta final de temporada por el que era entonces técnico del Juvenil B, Manolo Rueda, debutando con victoria como visitante ante el Alcorcón "B" por 1:2  y saliendo de los puestos de descenso.

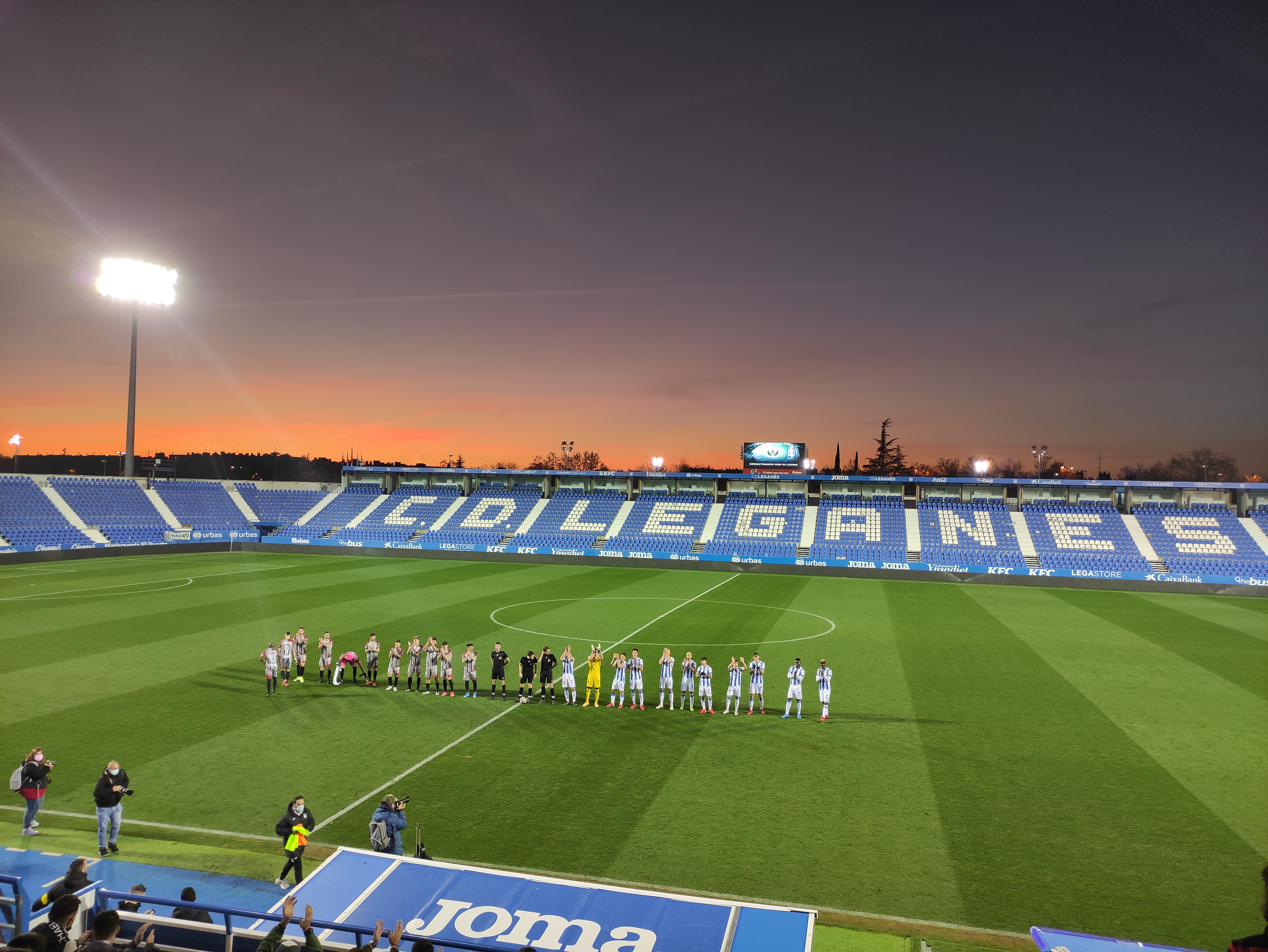
Partido entre el CD Leganés "B" y el Real Avilés en el Estadio Municipal de Butarque en 2021.

## Uniforme
El uniforme titular del C. D. Leganés "B" consta de una camiseta blanca y azul a rayas verticales, con pantalón blanco y medias blancas. En cuanto a la equipación alternativa, es una camiseta verde con detalles en blanco, pantalón y medias verdes.

## Estadio
El filial pepinero juega en la Instalación Deportiva Butarque, con capacidad para unos 1750 espectadores. El estadio se encuentra muy cerca del Estadio Municipal de Butarque.

## Datos del club
- Temporadas en Segunda División B: 3
- Debut en Segunda División B: 1995-96
- Debut en Segunda División RFEF: 2021-22
- Temporadas en Segunda División RFEF: 2
- Temporadas en Tercera División: 15
- Debut en Tercera División: 1993-94
- Mejor puesto en la liga: 16.º (Segunda División B, temporada 1995-96)
- Peor puesto en la liga: 19.º (Tercera División de España 2005-06)

### Trayectoria
| Temporada   | División   | Puesto |
| ----------- | ---------- | ------ |
| Desde 66-67 | Regionales | —      |
| hasta 92-93 | Regionales | —      |
| 1993-94     | 3.ª        | 8.º    |
| 1994-95     | 3.ª        | 4.º    |
| 1995-96     | 2ªB        | 16.º   |
| 1996-97     | 3.ª        | 4.º    |
| 1997-98     | 2ªB        | 20.º   |
| 1998-99     | 3.ª        | 2.º    |
| 1999-00     | 3.ª        | 10.º   |
| 2000-01     | 3.ª        | 13.º   |
| 2001-02     | 3.ª        | 8.º    |
| 2002-03     | 3.ª        | 9.º    |
| 2003-04     | 3.ª        | 12.º   |
| 2004-05     | 3.ª        | 14.º   |
| 2005-06     | 3.ª        | 19.º   |

| Temporada | División     | Puesto |
| --------- | ------------ | ------ |
| 2006-07   | Preferente   | 14.º   |
| 2007-08   | Preferente   | 17.º   |
| 2008-09   | 1ª Aficiona. | 2.º    |
| 2009-10   | Preferente   | 10.º   |
| 2010-11   | Preferente   | 7.º    |
| 2011-12   | Preferente   | 4.º    |
| 2012-13   | Preferente   | 8.º    |
| 2013-14   | Preferente   | 10.º   |
| 2014-15   | Preferente   | 8.º    |
| 2015-16   | Preferente   | 2.º    |
| 2016-17   | 3.ª          | 5.º    |
| 2017-18   | 3.ª          | 12.º   |
| 2018-19   | 3.ª          | 9.º    |
| 2019-20   | 3.ª          | 6.º    |
| 2020-21   | 3.ª          | 1.º    |

| Temporada | División              | Puesto |
| --------- | --------------------- | ------ |
| 2021-22   | Segunda División RFEF | 7.º    |
| 2022-23   | Segunda Federación    | 14.º   |